# Parties sommitales du Forez et hautes chaumes
Parties sommitales du Forez et hautes chaumes este o arie protejată (sit de importanță comunitară — SCI) din Franța întinsă pe o suprafață de 6.149 ha, integral pe uscat.

## Localizare
Centrul sitului Parties sommitales du Forez et hautes chaumes este situat la coordonatele 45°39′42″N 3°51′29″E / 45.6616°N 3.85806°E.

## Înființare
Situl Parties sommitales du Forez et hautes chaumes a fost declarat arie specială de conservare în baza directivei 92/43 din 1992 referitoare la conservarea habitatelor naturale și a faunei și florei sălbatice pentru a proteja 4 specii de plante și 1 specie de animale.

## Biodiversitate
Situată în ecoregiunea continentală, aria protejată conține 17 habitate naturale: Formațiuni ierboase bogate în specii de Nardus, dezvoltate pe substraturi silicioase în zone montane (și în zone submontane, în Europa continentală), Pajiști cu Molinia pe soluri calcaroase, turboase sau argilos-nămoloase (Molinion caeruleae), Fânețe montane, Mlaștini turboase de tranziție și turbării mișcătoare, Depresiuni pe substraturi de turbă de Rhynchosporion, Grohotișuri silicioase de la nivelul montan până la nivelul zăpezii (Androsacetalia alpinae și Galeopsietalia ladani), Păduri de fag acidofile atlantice, cu subarboret de Ilex și, uneori, de asemenea, Taxus, la nivelul arbuștilor (Quercion robori-petraeae sau Ilici-Fagenion), Mlaștini împădurite, Păduri acidofile de Picea de la nivel montan la nivel alpin (Vaccinio-Piceetea), Formațiuni montane de Cytisus purgans, Pajiști alpine și boreale, Mlaștini oligotrofe degradate, capabile încă de regenerare naturală, Roci stâncoase cu vegetație pionieră de Sedo-Scleranthion sau Sedo albi-Veronicion dillenii, Liziere de ierburi înalte hidrofile de câmpie și de nivel montan până la alpin, Turbării active, Păduri de fag subalpine medio-europene cu Acer și Rumex arifolius, Pajiști uscate europene.
La baza desemnării sitului se află mai multe specii protejate:
- plante (4): Bruchia vogesiaca, Buxbaumia viridis, Hamatocaulis vernicosus, Orthotrichum rogeri
- nevertebrate (1): fluturele auriu (Euphydryas aurinia)

Pe lângă speciile protejate, pe teritoriul sitului au mai fost identificate 44 de specii de plante, 1 specie de păsări, 1 specie de amfibieni, 1 specie de nevertebrate, 4 specii de reptile.